# Melbury Road
Melbury Road est une rue de la ville de Londres. Elle est située dans la cité de Westminster, dans le quartier de Kensington. 

## Situation et accès

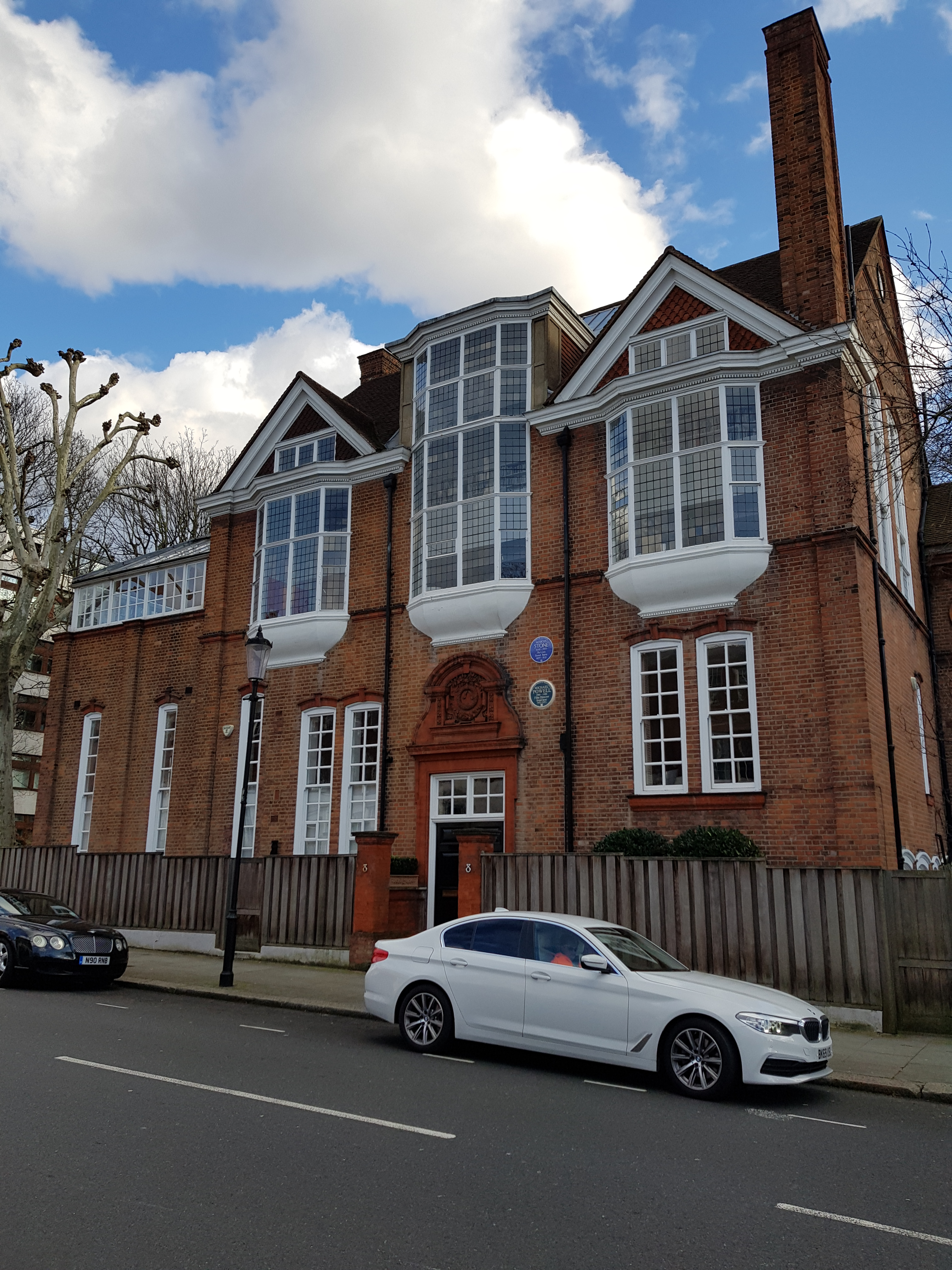
No 9.

Melbury Road s'étend de Addison Road à Kensington High Street. En forme d’équerre renversée, elle est longue d’environ 440 m. 
La station de métro la plus proche est High Street Kensington, où circulent les trains des lignes  Circle  District.

## Origine du nom
Melbury était le nom de la maison de campagne de Lord Ilchester, qui acheta les terres sur lesquelles la rue a été aménagée en 1874.

## Bâtiments remarquables et lieux de mémoire

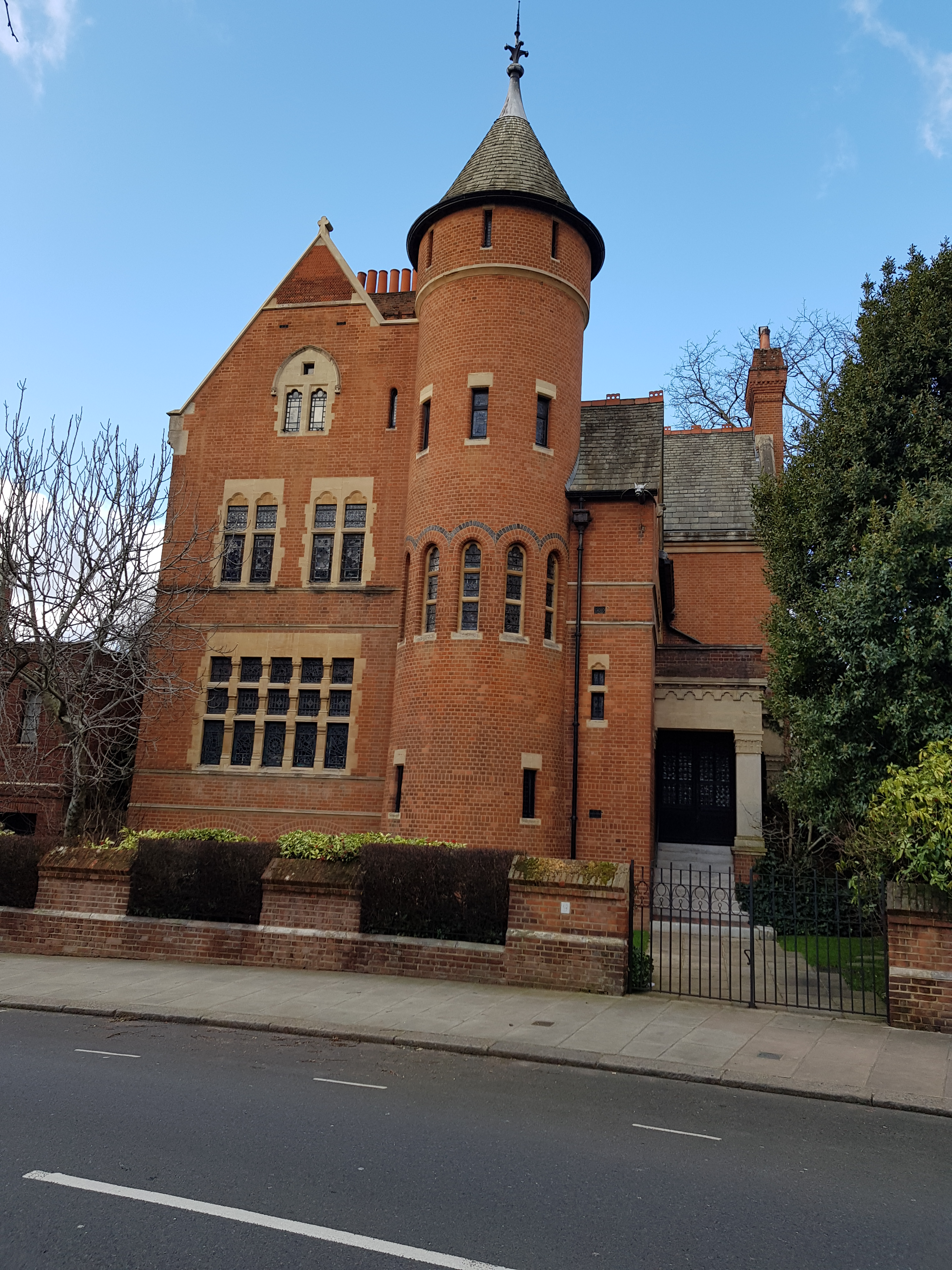
No 29 : Tower House.

Plusieurs bâtiments de la rue sont classés de grade II.
- No 2b : maison classée de grade II, construite en 1877.
- No 8 : maison de style Queen Anne classée de grade II, construite en 1875-1876 par l’architecte Richard Norman Shaw pour le peintre Marcus Stone (1840-1921)[2].
- No 18 : le peintre William Holman Hunt (1827-1910) a habité et est mort à cette adresse, comme le signale un macaron en façade.
- No 29 : The Tower House ; maison classée de grade I, de style gothique, construite par l’architecte William Burges pour lui-même en 1875-1881[3] ; en 2018, elle appartient à l’ancien guitariste de Led Zeppelin, Jimmy Page, qui l’a achetée à l’acteur Richard Harris[4].
- No 31 : Woodland House ; maison de style Queen Anne classée de grade II, construite par l’architecte Richard Norman Shaw en 1875[5] ; en 2018, elle appartient au chanteur Robbie Williams[4].
- No 47 : construction datée de 1893.